# Krigsåret 1947

## Pågående krig
- Kinesiska inbördeskriget (1945-1950)
  - Republiken Kina på ena sidan
  - Kinas kommunistiska parti på andra sidan

- Indonesiska självständighetskriget (1945-1949)
  - Nederländerna och Storbritannien på ena sidan
  - Republiken Indonesien på andra sidan

- Indokinakriget (1946-1954)[1]
  - Franska unionen på ena sidan
  - Viet Minh på andra sidan

- Inbördeskriget i Grekland (1946-1949)

## Händelser

### Februari
- 10 - Parisfreden avslutar andra världskriget mellan de allierade och Italien, Ungern, Rumänien, Finland samt Bulgarien.

### November
- 29 - FN:s generalförsamling antar resolution 181 om en delning av Brittiska Palestinamandatet mot palestiniernas vilja; oroligheter bryter ut; början på 1948 års arab-israeliska krig.

### Fotnoter
1. ↑  ”Chronological List of All Wars”. Arkiverad från originalet den 9 oktober 2014. https://web.archive.org/web/20141009082543/http://www.correlatesofwar.org/COW2%20Data/WarData_NEW/WarList_NEW.pdf. Läst 29 juni 2011.